# Флоссенбюрг (концентраційний табір)
49°44′08″ пн. ш. 12°21′21″ сх. д. / 49.73556° пн. ш. 12.35583° сх. д.
Флоссенбюрг (концтабір) (нім. Flossenbürg) — один з найбільших та четвертий за рахунком (після Дахау, Бухенвальду та Заксенгаузену) концтабір у нацистській Німеччині. Існував з травня 1938 р. по квітень 1945 р. у м. Флоссенбюрг у східній Баварії, біля міжвоєнного німецько-чехословацького кордону.

## Утворення табору

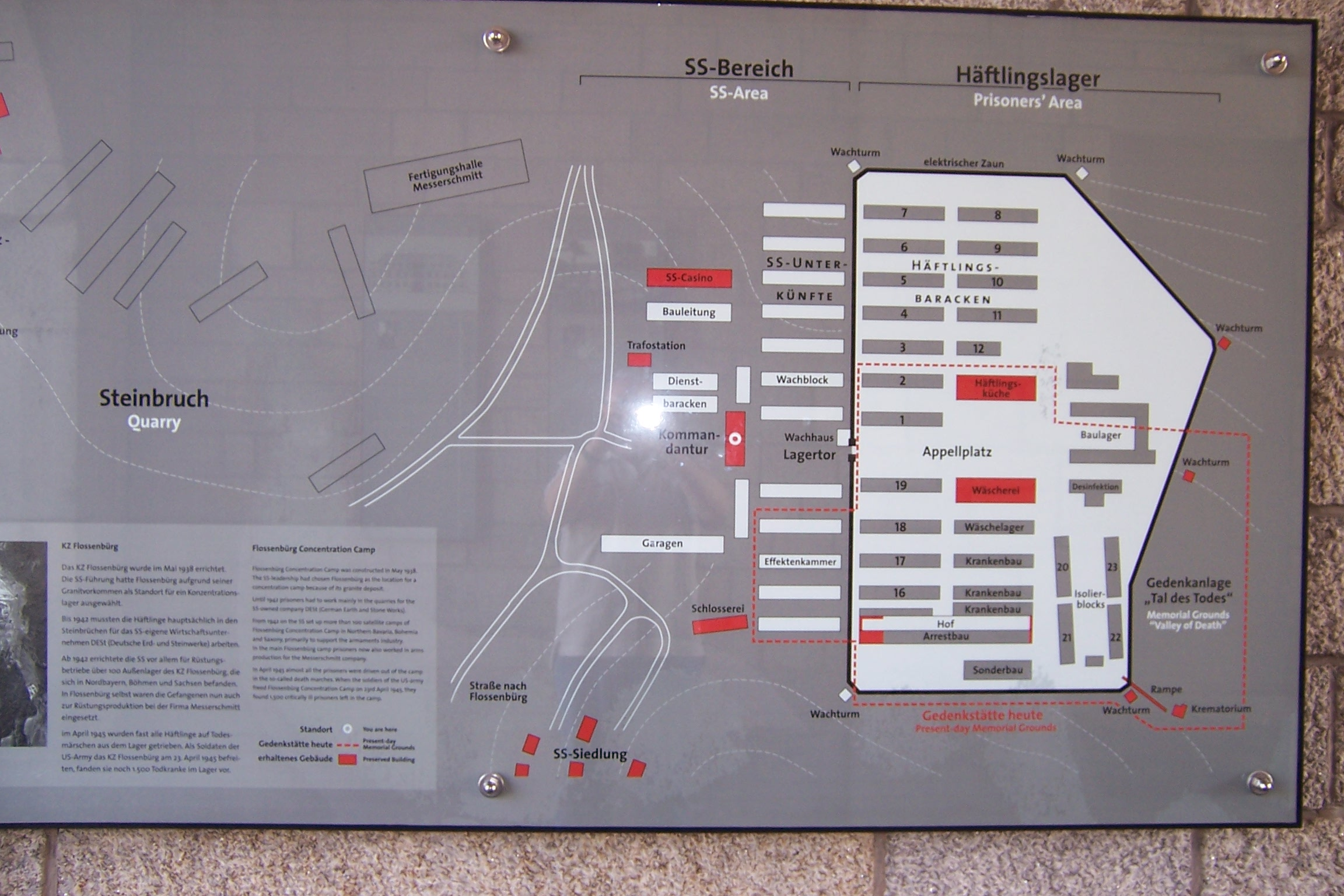
План концтабору Флоссенбюрг

Трудовий табір був заснований СС напередодні Другої світової війни, ще у травні 1938 р. у мальовничій місцевості. Першими в'язнями концтабору були кримінальні та «асоціальні» злочинці, пізніше також гомосексуали та політичні в'язні. Їх використовували на примусових роботах у місцевій гранітній каменоломні, що належала Німецькій земельно-кам'яній видобувній компанії (DEST, Deutsche Erd- und Steinwerke GmbH), підпорядкованій СС. Спочатку табір був розрахований на 1600 осіб, яких планували розмістити у 16 бараках, однак через кілька місяців після створення трудовий табір Флоссенбюрг був розширений до 3000 місць для в'язнів.

## Коменданти табору
- Штурмбаннфюрер СС Якоб Вайзеборн
- Оберштурмбаннфюрер СС Карл Кюнстлер
- Гауптштурмфюрер СС Карл Фритцш
- Штурмбаннфюрер СС Егон Цілль
- Штурмбаннфюрер СС Макс Кьогель

## Табір під час війни

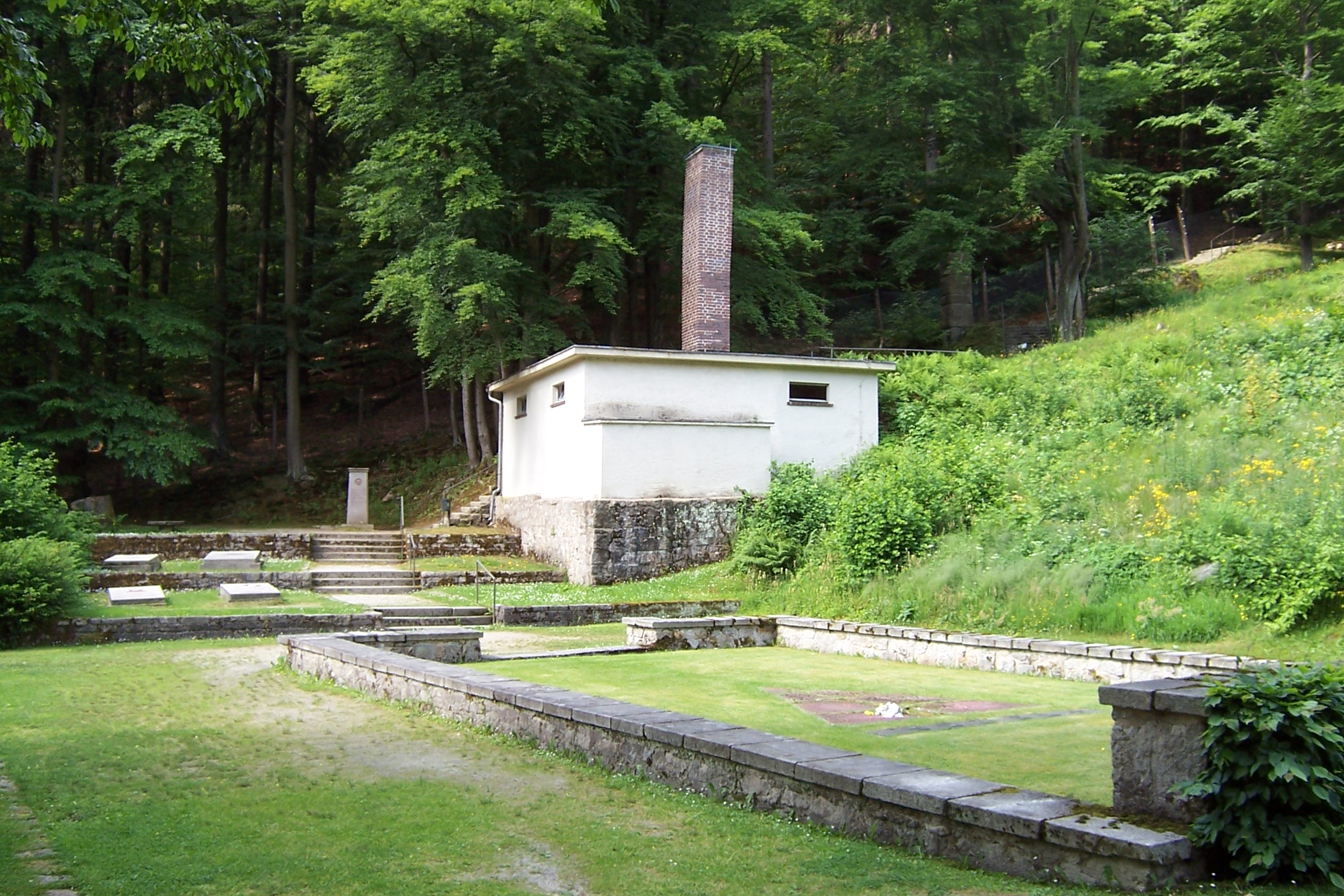
Крематорій концтабору Флоссенбюрг

Після нападу нацистської Німеччини на Польщу і початку Другої світової війни 1 вересня 1939 р. через переобладнання іншого концтабору в Баварії, Дахау, на центр підготовки винищувальних загонів СС звідти до Флоссенбюргу перевели 981 в'язня. Протягом війни табір постійно перебудовувався, щоб вміщати більше невільників. Протягом 1941—1942 рр. у Флоссенбюргу було ув'язнено 1,5 тис. поляків — членів Руху опору.
З початком війни з СРСР до Флоссенбюргу почали переправляти радянських в'язнів. Під час війни Флоссенбюрг перетворився на один з найбільших концтаборів Німеччини, який мав 93 підпорядковані йому менші табори. У самому Флоссенбюргу в'язні працювали на фірму Мессершмітт. До табору Флоссенбюрг потрапляли також радянські військовополонені. Загалом через концтабір Флоссенбюрг та підлеглі табори пройшло близько 100 тис. осіб, приблизно 30 тис. з них загинули. За неповними даними, у концтаборі Флоссенбюрг перебувало 26430 радянських громадян.
Концентраційний табір Флоссенбюрг вважався табором з одним з найсуворіших режимів. Смертність від голоду, спраги та хвороб була надзвичайно високою. Одночасно табір був місцем утримання особливо важливих злочинців. Тут перебували радянські командувачі, в тому числі українці генерал-майор Г. Тхір та генерал-майор І. Шепетов, лідер Словацького національного повстання генерал Ян Голіан, а також учасники замаху 1944 р. на А. Гітлера адмірал В. Канаріс, генерал-майор Г. Остер та ін., страчені у цьому таборі.

## «Марш смерті» та звільнення табору
Наприкінці війни, на звістку про наближення союзних військ, командування табору вивело звідти близько 14 тис. в'язнів у піший «марш смерті», внаслідок якого близько 7 тис. чол. загинуло в дорозі. У Флоссенбюргу залишили лише 1600 хворих людей, не здатних пересуватися. 23 квітня 1945 р. концтабір визволили частини 90-ї піхотної дивізії армії США, а вже за три дні було визволено тих, що вижив після «маршу смерті».
З липня 1946 по січень 1947 р. відбувався судовий процес над керівництвом концтабору Флоссенбюрг, внаслідок якого 41 працівника табору було визнано винними, 12 з них страчено.

## В'язні-українці
Близько 9,8 тисяч в'язнів концтабору Флоссенбюрг походили з України. Перші українці з'явилися у концтаборі восени 1941 р. Це були військовополонені. У наступні роки до табору потрапляли і невійськові громадяни УРСР. До кінця війни їх кількість стрімко зростала.
Українців у таборі зараховували відповідно до їхньої довоєнної державної належності, до громадян СРСР (категорія «R.»), Польщі (категорія «P.») та ін. Хоча офіційно не існувало категорії для України, деяка (мала) частина в'язнів була позначена абревіатурою «Ukr.». Для українців — радянських громадян існувала також підкатегорія, позначена скороченням «R.Ukr.». Однак розділення за громадянством не впливало на ставлення керівництва концтабору до в'язнів, багато з яких загинуло від рук катів, хвороб, голоду, виснаження у таборі чи під час Маршу смерті, або вже після визволення. Майже 1700 українців загинуло у концтаборі та були спалені у крематорії. За домовленістю з радянським командуванням, американці передали у СРСР його визволених громадян. Після звільнення з німецького полону і американських шпиталів колишні в'язні потрапляли до радянських фільтраційних таборів МДБ, але і після звільнення з них не могли користуватися всіма правами.

## Пам'ять жертв концтабору

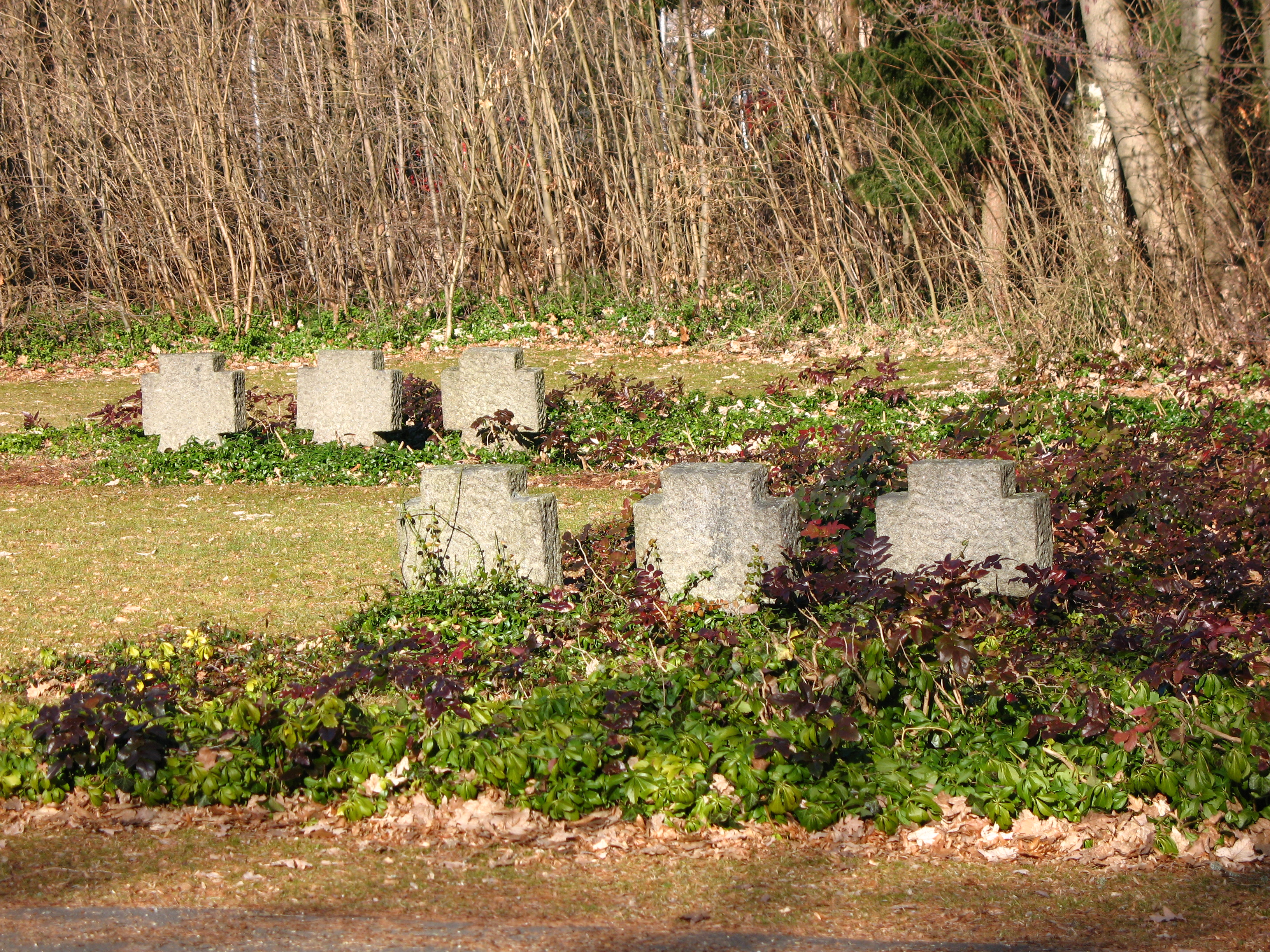
Меморіальне кладовище на території концтабору Флоссенбюрг

Після закінчення війни у центрі міста Флоссенбюрг було поховано 18 померлих в'язнів. У 1946 р. стараннями колишніх в'язнів, переважно з Польщі, які залишилися жити у Флоссенбюргу, тут було побудовано меморіальне кладовище, на якому поховали тіла 121 в'язня, що померли після звільнення концтабору.
У дальній частині концтабору в 1946 р. побудовано меморіальний комплекс «Долина смерті», що включає «Площу націй» з меморіальними плитами, встановленими жертвами концтабору з багатьох країн. На території табору в 1957–1960 рр. було закладено меморіальне кладовище жертв концтабору, куди перенесли тіла в'язнів, загиблих під час «маршу смерті» та евакуації табору, похованих на інших кладовищах. Сьогодні там покояться тіла більше 5500 чол. У 1995 р. поруч було побудовано окремий єврейський меморіал.
22 липня 2007 р. у Флоссенбюргу було відкрито музей Голокосту. Церемонію відвідали 84 колишніх в'язні, а також Президент України Віктор Ющенко, чий батько, Андрій Андрійович Ющенко, був ув'язнений у концтаборі Флоссенбюрг у 1944–1945 рр.
Щорічно у Флоссенбюргу відбуваються зустрічі колишніх в'язнів та з'їзд молодіжних організацій з різних країн, у тому числі з України. У зустрічі, що відбулася 25-27 липня 2008 р., взяли участь 11 українських ветеранів, які під час війни були ув'язнені у концтаборі Флоссенбюрг.